# 胡鐸 (天順舉人)
胡鐸（15世紀—16世紀），字文振，江西饒州府鄱陽縣六十六都人，明朝政治人物。

## 生平
胡鐸是天順六年（1462年）壬午科江西鄉試舉人，嘉靖年間授綦江知縣，實心愛民，從不中飽私囊，在任內去世，貧窮得無法送棺木回鄉，葬於城南百步處，士民都哀悼他。

## 引用
1. 1 2  同治《鄱陽縣志·卷十·人物志一》：胡鐸，字文振，六十六都人，天順壬午舉人，後知四川綦江，實心愛民，一錢不入私囊，卒於官，貧莫能歸喪，殯於城南，士民哀之。 《四川通志》
2. ↑  嘉慶《四川通志·卷四十四·輿地志》：胡鐸墓在縣城南百步，鄱陽人，嘉靖間知綦江，卒於官，貧不能歸，遂葬於此。